# Do It (Toni Braxton)
Do It è un singolo della cantante statunitense Toni Braxton, pubblicato il 6 aprile 2020 come primo estratto dal decimo album in studio Spell My Name.

## Antefatti e pubblicazione
Do It è stata scritta dalla stessa interprete con Percy Bady, Paul Boutin e Antonio Dixon, che si è occupato della produzione. A causa della pandemia di COVID-19, Dixon ha effettuato le ultime sessioni di produzione tramite Zoom. Braxton ha rivelato che era stata scritta inizialmente nel 2019, durante un periodo nel quale una sua amica cercava di porre fine ad una relazione sentimentale, e ha evidenziato gli elementi di speranza presenti nel brano. Il singolo segna il ritorno della cantante sulle scene musicali dopo un'assenza durata circa due anni e la sua prima canzone distribuita dalla casa discografica Island Records.

## Video musicale
Il singolo è stato accompagnato da tre video, in due dei quali Toni Braxton, in primo piano, mima le parole del testo, mentre il terzo è un lyric video che raffigura le labbra della cantante.

## Tracce
1. Do It – 2:52

## Formazione
Musicisti
- Toni Braxton – voce

Produzione
- Antonio Dixon – produzione
- Paul Boutin – missaggio
- Herb Powers Jr. – mastering

## Successo commerciale
Nella Adult R&B Songs, classifica radiofonica statunitense redatta dalla rivista Billboard, Do It ha raggiunto la prima posizione nell'agosto 2020, diventando la nona numero uno di Toni Braxton, che ha così esteso il suo record come seconda artista ad averne accumulate di più in assoluto, dietro solo Alicia Keys.

## Remix
Il 26 giugno 2020 è stato pubblicato un remix del singolo in collaborazione con la rapper statunitense Missy Elliott, anch'esso incluso nell'album di Braxton Spell My Name.

### Pubblicazione
In un comunicato stampa, Missy Elliott ha dichiarato che inizialmente era stata contattata solamente per produrre un remix del singolo e, dopo esserle stato proposto anche di partecipare vocalmente, ha affermato che «ora posso dire di aver finalmente lavorato con la leggenda vivente – Ms Toni Braxton».

### Tracce
1. Do It – 3:26